# Franciszek Morales Sedeño
Franciszek Morales Sedeño (ur. 14 października 1567 w Madrycie; zm. 10 września 1622 wzgórze Nishizaka w Nagasaki) – błogosławiony Kościoła katolickiego, hiszpański dominikanin, misjonarz, męczennik.

## Życiorys
Jego ojciec był członkiem Królewskiej Rady Najwyższej Kastylii. Wstąpił do zakonu dominikanów w Valladolid.
Wczesnym latem 1597 r. wyjechał na misje na Daleki Wschód. W maju 1598 r. dotarł do Manilii. Razem z 4 innymi zakonnikami (m.in. Alfonsem de Mena) wyruszył 1 czerwca 1602 r. na misje do Japonii. Wylądowali na Koshiki 3 lipca.
Został wydalony z Japonii 6 listopada 1614 r., jednak przy pomocy japońskich chrześcijan udało mu się wrócić do Nagasaki. Aresztowano go 15 marca 1619 r. Najpierw uwięziono go w Nagasaki, następnie przewieziono go na małą wyspę Ikinoshimę, a 8 sierpnia 1619 do więzienia Suzuta w Omura. Został spalony żywcem 10 września 1622 r. razem z grupą chrześcijan na wzgórzu Nishizaka w Nagasaki.
Został beatyfikowany przez Piusa IX 7 lipca 1867 r. w grupie 205 męczenników japońskich.
Dniem jego wspomnienia jest 10 września (w grupie 205 męczenników japońskich).